# Andrew Sisco
Pour les articles homonymes, voir Sisco (homonymie).
Andrew Frank Sisco (né le 13 janvier 1983 à Steamboat Springs,Colorado, États-Unis) est un lanceur gaucher des Ligues majeures de baseball. En 2012, il est sous contrat avec les Dodgers de Los Angeles.